# Eisuke Nakanishi
Eisuke Nakanishi (n. 23 iunie 1973) este un fost fotbalist japonez.

## Statistici
| Japonia | Japonia | Japonia |
| An      | Meciuri | Goluri  |
| ------- | ------- | ------- |
| 1997    | 5       | 0       |
| 1998    | 6       | 0       |
| 1999    | 1       | 0       |
| 2000    | 1       | 0       |
| 2001    | 0       | 0       |
| 2002    | 1       | 0       |
| Total   | 14      | 0       |